# 西門甕城遺跡
西門甕城遺跡（さいもんおうじょういせき）は中華人民共和国広東省広州市荔湾区中山七路と人民路の交差点に位置する広州の文化財。

## 概要
西門甕城遺跡は明代広州西城門城遺跡で、広州で現存する最も早く、最も完備した唯一の城楼の基礎址であり、広州都市発展の重要な部分といえよう。城壁は赤い砂岩の帯に囲まれ、壁の芯は黄褐色の土で埋め尽くされている。現在の東西の残余長さは18.45メートル、南北の幅は18.15メートル、基礎サイトの残余高さは3.7メートルである。歴史的記録によると、朱元璋は元王朝を破壊した後、広州に朱元璋を送り、宋王朝の3つの都市を破壊し、広州の旧市街の現在のパターンに拡大した。今日の大東門、西門門、大兵衛門、下北門などの名前はここから始まりました。清王朝は明代の城壁を使い続け、その後、孫家は旧市街の破壊的な建設を行い、城壁と門を平らにし、いくつかの場所で市の本体に沿って道路を建設した。現在でも越秀中路などの道路の下に明市壁が迫っている兆候が見られる。